# Turning Red
Turning Red (Nederlands: Over de Rooie) is een Amerikaanse computeranimatiefilm uit 2022 en werd geproduceerd door Pixar Animation Studios in samenwerking met Walt Disney Animation Studios. De film stond gepland om in de bioscopen te verschijnen, maar door de aanhoudende COVID-19-pandemie en door de besmettelijke omikron variant werd de film echter direct-to-streaming uitgebracht op Disney+. In februari 2024 verschijnt de film alsnog in de bioscoop.

## Verhaal
Het verhaal speelt zich af in 2002, Meilin "Mei" Lee is een 13-jarig Chinees-Canadees meisje dat in Toronto woont. Mei helpt bij het verzorgen van de tempel van de familie Lee voor hun voorouder, Sun Yee, en doet er alles aan om haar strenge, overbezorgde moeder, Ming, trots te maken. Ze probeert haar persoonlijke interesses voor Ming te verbergen, zoals haar verliefdheid op jongens en het feit dat zij en haar beste vrienden Miriam, Priya en Abby fans zijn van de jongensband 4*Town.
Wanneer Mei op een nacht na een nachtmerrie wakker wordt, ontdekt ze dat ze is veranderd in een grote rode panda. Nadat ze zich voor haar ouders heeft verstopt, ontdekt Mei dat ze alleen transformeert als ze in een staat van hoge emotie is. haar ouders denken dat haar leed wordt veroorzaakt door haar eerste menstruatie. Later komt Ming achter de waarheid wanneer ze Mei per ongeluk op school in verlegenheid brengt, waardoor ze weer verandert in een panda.
Ming en Jin, leggen uit dat Sun Yee het vermogen heeft gekregen om in een rode panda te veranderen om gevechten aan te gaan, en dat elk vrouwelijk gezinslid sindsdien het vermogen heeft geërfd wanneer ze meerderjarig worden. Dit is onhandig en gevaarlijk geworden, dus de geest van de rode panda moet over een maand in een talisman worden verzegeld door een ritueel in de nacht van de Rode Maan. Mei's vrienden ontdekken per ongeluk haar transformatie, maar vinden het leuk, en Mei ontdekt dat door zich op hen te concentreren, ze niet kan transformeren. Ze overtuigt haar ouders om haar haar normale leven te laten voortzetten, hoewel Ming Mei nauwlettend in de gaten blijft houden.
4*Town kondigt een show in Toronto aan als onderdeel van hun concerttour, maar Ming weigert Mei dit te laten bijwonen. Met behulp van haar rode panda-vorm beginnen Mei en haar vrienden in het geheim geld in te zamelen om kaartjes te kopen voor het concert. Tyler, een voormalige pestkop, vraagt Mei om te entertainen op zijn verjaardag. Op het feest ontdekt Mei dat het concert op dezelfde avond van het ritueel zal zijn. Ze wordt boos en valt Tyler aan, waardoor de andere kinderen bang worden. Ming ontdekt Mei's recente activiteiten en bestraft haar vrienden voor het schijnbaar corrumperen en misbruiken van haar. Mei slaagt er niet in haar vrienden te verdedigen omdat ze zich schaamt en bang is om op te staan tegen Ming.
Mei's grootmoeder en haar tantes komen haar helpen bij haar ritueel, maar net als de rode panda-vorm op het punt staat te worden verzegeld, besluit Mei haar krachten te behouden. Ze verlaat het ritueel om het concert in de SkyDome bij te wonen met haar vrienden, die Mei vergeven voor haar acties op het feest en ontdekken dat Tyler ook een fan is van 4*Town. Echter, tijdens haar ontsnapping uit de tempel, beschadigde Mei per ongeluk de talisman van haar moeder; een woedende Ming verandert in een gigantische rode panda en verstoort het concert, met de bedoeling Mei met geweld terug te nemen. Terwijl het publiek uiteengaat, maken Mei en Ming ruzie over Mei's onafhankelijkheid, en Mei slaat haar moeder per ongeluk knock-out.
De rest van de familie Lee komt te hulp. Alle vrouwen breken hun talismannen om hun rode panda-vormen te gebruiken om Ming in een nieuwe rituele cirkel te brengen. Met het zingen van Mei's vrienden en 4*Town, stuurt het nieuwe ritueel Mei, Ming en de andere vrouwen naar het astrale vlak. Mei verzoent met Ming en helpt Ming om haar band met haar moeder te herstellen, die Ming's perfectionisme had gedreven. De andere Lee-vrouwen verbergen hun rode panda's in de nieuwe talismannen, maar Mei besluit de hare te houden omdat ze eindelijk uitvindt wie ze wil zijn.
Enige tijd later is de relatie tussen Mei en Ming verbeterd en brengt Mei haar tempeltaken in evenwicht en om tijd door te brengen met haar vrienden, waaronder nu ook Tyler, hoewel Ming geld moet inzamelen om de stad terug te betalen voor de schade die ze aan de SkyDome heeft veroorzaakt.

## Stemverdeling
| Personage                   | Engelse stem          | Nederlandse stem      | Vlaamse stem         |
| --------------------------- | --------------------- | --------------------- | -------------------- |
| Meilin „Mei“ Lee            | Rosalie Chiang        | Dilara Horuz          | Anouk Verhelst       |
| Ming Lee (Mei Lee's Moeder) | Sandra Oh             | Cystine Carreon       | Karina Mertens       |
| Miriam                      | Ava Morse             | Pimm Wijnberg         | Lotte De Clerck      |
| Priya                       | Maitreyi Ramakrishnan | Ayonna Karwofodi      | Imea Denooze         |
| Abby                        | Hyein Park            | Nienke van Dijk       | Jolijn Antonissen    |
| Jin Lee (Mei Lee's Vader)   | Orion Lee             | Joenoes Polnaija      | Bert Vannieuwenhuyse |
| Mei Lee's Grootmoeder       | Wai Ching             | Julya Lo'ko           | Karin Jacobs         |
| Tyler                       | Tristan Allerick Chen | Panthero Toney        | Warre De Mulder      |
| Tanta Chen                  | Lori Tan Chinn        | Linda Wagenmakers     | Liesbeth De Wolf     |
| Lily                        | Mia Tagano            | Denise Aznam          | Liesbeth Roose       |
| Helen                       | Sherry Cola           | Nurlaila Karim        | An Vanderstighelen   |
| Auntie Ping                 | Lillian Lim           | Yvonne Groenveld      | Anne Mie Gils        |
| Robaire (4-town)            | Jordan Fisher         | Rúben Miranda Gaspar  | Francisco Schuster   |
| Jesse (4-town)              | Finneas O'Connell     | Ricardo Blei          | Pieter-Jan De Paepe  |
| Aaron T. (4-town)           | Topher Ngo            | Maikel Nieuwenhuis    | Aaron De Veene       |
| Tea Young (4-town)          | Graysoon Villanueva   | Lucas van den Elshout | Andres Vercoutere    |
| Aaron Z. (4-town)           | Josh Levi             | Kiefer Zwart          | Matteo Heyrman       |
| Mr. Gao                     | James Hong            | Franky Rampen         | Leo Brant            |
| Mr. Kieslowski              | Sasha Roiz            | Huub Dikstaal         | Thomas Cordie        |
| Devon                       | Addie Chandler        | Maikel Nieuwenhuis    | Matteo Heyrman       |
| Stacy Frick                 | Lily Sanfelippo       | Julia Wolda           | Lani Lauwers         |